# ジャッキー吉川とブルー・コメッツ・ベスト
『ジャッキー吉川とブルー・コメッツ・ベスト』は、ジャッキー吉川とブルー・コメッツのベスト・アルバム。1981年10月25日発売。発売元は日本コロムビア。

## 解説
ジャッキー吉川とブルー・コメッツの楽曲の中でも、特にヒット曲を中心に収録。

## 収録曲
※ (M)が付与された楽曲はモノラル収録となる。

### A面
1. ブルー・シャトウ
作詞：橋本淳、作曲：井上忠夫、編曲：森岡賢一郎
2. 草原の輝き
作詞：橋本淳、作曲：井上忠夫、編曲：筒美京平
3. 甘いお話
作詞：ささきひろと、作曲：小田啓義、編曲：森岡賢一郎
4. マリアの泉
作詞：万里村ゆき子、作曲：井上忠夫、編曲：森岡賢一郎
5. 海辺の石段
作詞：なかにし礼、作曲：井上忠夫、編曲：森岡賢一郎
6. 雨の赤坂
作詞：橋本淳、作曲：三原綱木、編曲：筒美京平
7. 青い渚(M)
作詞：橋本淳、作曲・編曲：井上忠夫

### B面
1. すみれ色の涙
作詞：万里村ゆき子、作曲：小田啓義、編曲：森岡賢一郎
2. 北国の二人
作詞：橋本淳、作曲・編曲：井上忠夫
3. さよならのあとで
作詞：橋本淳、作曲・編曲：筒美京平
4. 青い瞳（日本語）(M)
作詞：橋本淳、作曲・編曲：井上忠夫
5. こころの虹
作詞：橋本淳、作曲・編曲：井上忠夫
6. それはキッスで始まった
作詞：なかにし礼、作曲：井上忠夫、編曲：森岡賢一郎
7. 白鳥の歌
作詞：橋本淳、作曲：平尾昌晃、編曲：森岡賢一郎